# Джеймс Ділейні (тенісист)
Джеймс Ділейні (англ. James Delaney; нар. 12 березня 1953) — колишній американський тенісист.
Найвищу одиночну позицію світового рейтингу — 59 місце досяг 25 жовтня 1976, парну — 425 місце — 3 січня 1983 року.
Здобув 1 парний титул.
Найвищим досягненням на турнірах Великого шолома було 2 коло в одиночному розряді.

## Фінали турнірів Гран-прі та WCT за кар'єру

### Одиночний розряд (0–1)
| Результат | W/L | Дата     | Турнір                   | Покриття   | Суперник      | Рахунок            |
| --------- | --- | -------- | ------------------------ | ---------- | ------------- | ------------------ |
| Поразка   | 0–1 | Жов 1976 | Sydney Indoor, Австралія | Тверде (i) | Джефф Мастерз | 6–4, 3–6, 6–7, 3–6 |

### Парний розряд (1–2)
| Результат | W/L | Дата     | Турнір                  | Покриття | Партнер         | Суперники                  | Рахунок       |
| --------- | --- | -------- | ----------------------- | -------- | --------------- | -------------------------- | ------------- |
| Поразка   | 0–1 | Сер 1974 | Мастерс Цинциннаті, США | Тверде   | Джон Вітлінгер  | Дік Делл Шервуд Стюарт     | 6–4, 6–7, 2–6 |
| Перемога  | 1–1 | Лис 1979 | Бомбей, Індія           | Ґрунт    | Кріс Ділейні    | Томас Фюрст Вольфганг Попп | 7–6, 6–2      |
| Поразка   | 1–2 | Жов 1981 | Мауї, США               | Тверде   | Джон Александер | Тоні Грем Метт Мітчелл     | 3–6, 6–3, 6–7 |